# Elezioni legislative nei Paesi Bassi del 2025
Le elezioni legislative nei Paesi Bassi del 2025 si terranno il 29 ottobre per il rinnovo della Tweede Kamer, la camera bassa del paese.
Esse sono state indette in anticipo rispetto alla naturale scadenza della legislatura, prevista per il 2027, a causa di una crisi formatasi nel governo in carica sul tema dell’immigrazione, cosa che ha, in seguito, portato al suo crollo e all’indizione di quest'ultime.

## Sistema elettorale
Per l’elezione della Tweede Kamer, l’unica delle due camere che compongono gli Stati generali dei Paesi Bassi ad essere direttamente espressione del voto dei cittadini, la legge elettorale neerlandese prevede l’applicazione di un sistema proporzionale a lista aperta, con la possibilità di esprimere voti di preferenza. 
In seguito, i seggi sono ripartiti tramite il metodo D'Hondt. In più, per poter partecipare alla ripartizione, una lista deve ricevere un numero di voti pari o superiore al cosiddetto “quoziente di Hare” del Metodo del quoziente e dei più alti resti, che, essendo di un seggio, nei Paesi Bassi equivale ad una soglia di sbarramento molto bassa (~0,67%).
Secondo la procedura poi, i seggi ottenuti da una lista sono assegnati in primo luogo ai candidati che, nelle preferenze, abbiano ottenuto almeno il 25% del quoziente di Hare (di fatto lo 0,17% del totale dei voti), indipendentemente dalla loro collocazione nella lista elettorale, poi, se più candidati di una lista superano tale soglia, il loro ordinamento è determinato in base al numero di voti ottenuti. Gli eventuali seggi rimanenti sono assegnati ai candidati in base alla loro posizione nella lista elettorale.